# Tramwaje w Cauquenes
Tramwaje w Cauquenes − zlikwidowany system komunikacji tramwajowej w Cauquenes w Chile.

## Historia
Wkrótce po otwarciu w 1896 linii kolejowej z Parral powstała spółka Sociedad Carros Urbanos, która w 1900 otworzyła linię tramwaju konnego. Linia miała 1,5 km długości. Rozstaw szyn wynosił 600 mm. W 1915 tramwajami przewieziono 54,5 tys. pasażerów. Linię zamknięto prawdopodobnie w 1915.